# 송화초등학교 (강원)
송화초등학교는 대한민국 강원특별자치도 춘천시 사북면 고탄리에 있는 공립 초등학교이다.

## 학교 연혁
- 1934년 5월 10일 사북공립보통학교 부설 송암간이학교로 개교
- 1941년 4월 1일 송화국민학교 인가(6년제)
- 1967년 3월 3일 춘천발전소 건립으로 침수교사 이전
- 1982년 3월 8일 병설유치원 인가
- 1996년 3월 1일 송화초등학교로 개칭
- 2015년 2월 11일 제69회 졸업식 거행(총 졸업생 수 1,787명)
- 2015년 3월 1일 제24대 김복실 교장 부임
- 2016년 3월 1일 제25대 허남진 교장 부임
- 2017년 2월 10일 제71회 졸업식 거행(총 졸업생 수 1,814명)

## 참고 자료
- 송화초등학교 - 한국교육학술정보원 학교알리미